# Litas lituano
Nota linguística: Litas, nome masculino, singular e plural.

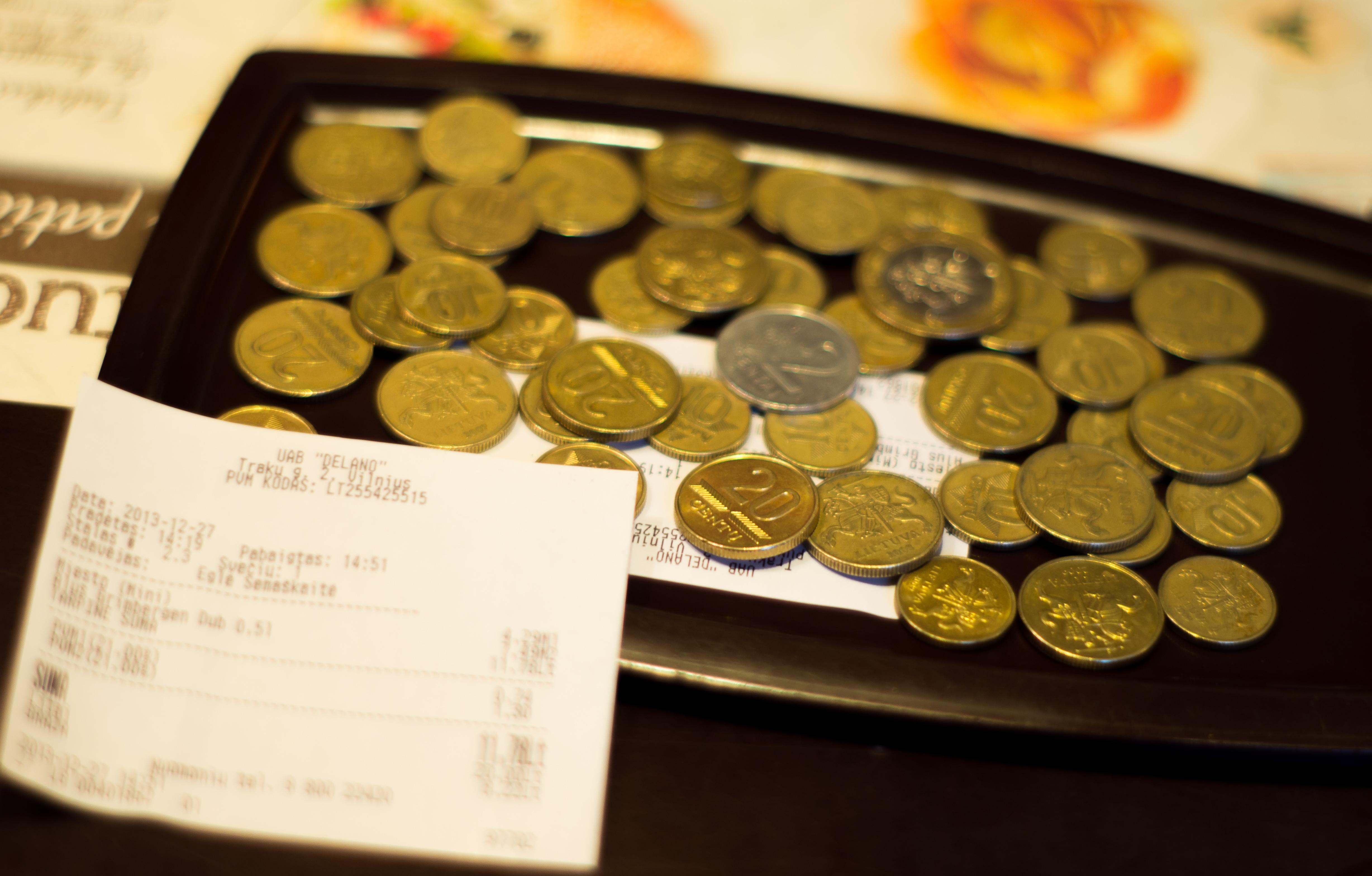
Moedas de litas lituanas

Litas, oficialmente litas lituano, era a antiga moeda da Lituânia (plural: litai ou litų), dividida em 100 centas ou cêntimos. O seu código ISO oficial é LTL.
Foi substituída pelo euro em 1 de janeiro de 2015. à taxa de 3,45280 LTL por 1 euro.

## História
O primeiro litas foi introduzido em 2 de outubro de 1922, substituindo o ostmark e o ostrubel, ambos emitidos pelas forças de ocupação alemãs durante a Primeira Guerra Mundial. O ostmark era conhecido como auksinas na Lituânia.
O litas foi estabelecido em um valor de 10 litų = 1 dólar americano e foi subdividido em 100 centų. Em face da depressão econômica mundial, o litas parecia ser uma moeda bastante forte e estável, refletindo a influência insignificante da depressão na economia lituana. Um litas era coberto por 0,150462 gramas de ouro armazenado pelo Banco da Lituânia em países estrangeiros. Em março de 1923, a circulação era de 39.412.984 litas, apoiada por 15.738.964 em ouro real e por 24.000.000 em títulos de alto câmbio. Era necessário que pelo menos um terço da circulação total fosse coberto por ouro e o restante por outros ativos. Em 1938, 1 dólar americano valia cerca de 5,9 litai, subindo para cerca de 20 centavos americanos antes de seu desaparecimento em 1941.
Em março de 1939, a Alemanha nazista exigiu que a Lituânia desistisse da Região de Klaipėda (também conhecida como Território de Memel), que havia sido separada da Alemanha após a Primeira Guerra Mundial. O governo lituano obedeceu e, em 23 de março de 1939, a área foi anexada pela Alemanha. No mesmo dia, o reichsmark substituiu o litas como moeda oficial da região, com 1 litas sendo trocado por 40 pfennig. Até 20 de maio de 1939, os habitantes do Memelgebiet podiam trocar litas por reichsmarks.
O litas foi substituído pelo rublo soviético em abril de 1941, depois que a Lituânia foi anexada pela União Soviética, com 1 litas igual a 0,9 rublo, embora o valor real do litas fosse de cerca de 3 a 5 rublos. Essa taxa de câmbio proporcionou grande lucro para os militares soviéticos e oficiais do partido. Tentando proteger o valor da moeda, as pessoas começaram a comprar em massa, o que, juntamente com uma queda na produção (após a nacionalização), causou escassez de materiais. As retiradas foram então limitadas a 250 litų antes que o litas fosse completamente abolido. Em 1941, a circulação de litas foi completamente proibida.
O litas voltou a ser a moeda da Lituânia em 25 de junho de 1993, quando substituiu a moeda temporária talonas, com uma taxa de 1 litas para 100 talonas.
Em 2 de fevereiro de 2002, o litas foi indexado ao euro a uma taxa de 3,4528 para 1 (1 LTL = 0,28962 EUR) (era a taxa que o litas e o euro tinham na época); não se esperava que essa taxa mudasse - e de fato não mudou - até que o litas fosse completamente substituído pelo euro em 1º de janeiro de 2015. Após a indexação, a Lituânia se tornou um membro da zona do euro de fato. O litas se tornou parte do ERM II em 28 de junho de 2004. o mecanismo de taxa de câmbio da UE. O design das moedas de euro lituanas já havia sido preparado.
A Lituânia adiou seu dia do euro várias vezes, uma vez que o país não atendia aos critérios de convergência. A alta inflação - que atingiu 11% em outubro de 2008, bem acima do limite então aceitável de 4,2% - contribuiu para o fracasso da Lituânia em atender aos critérios. Em 2011, as pesquisas mostraram uma estreita oposição à moeda.Em 23 de julho de 2014, o Conselho da União Europeia adotou uma decisão permitindo que a Lituânia adotasse o euro como sua moeda em 1º de janeiro de 2015. O litas e o euro eram moedas com curso legal na Lituânia até 16 de janeiro de 2015.